# Tankestörning
En tankestörning, formell tankestörning eller tankeförloppsstörning är inom psykiatri en störning i sättet att tänka som vanligtvis förknippas med psykotiska störningar som schizofreni, men det förekommer ibland även vid andra tillstånd. Tankestörning yttrar sig ofta för andra genom desorganiserat tal.
Tankestörningar orsakas av en underliggande störning hos en persons medvetna tankar.  Drabbade personer kan visa tecken på forcerat talflöde (talar mer och snabbare), tappa tråden eller drabbas av tankeflykt (att byta ämne mitt i en mening eller opassande), tankeblockering, rimmande, ordspel eller "ordsallad" där varje enskilt ord kan vara rätt, men talet blir inte sammanhängande.
Eugen Bleuler, som namngav sjukdomen schizofreni, ansåg att tankestörningar är det som utmärker denna sjukdom. Vanföreställningarna och hallucinationerna vid psykos kan också betraktas som en form av tankestörning, men termen formell tankestörning syftar specifikt på av den förmodade störningen av flödet av medvetna verbala tankar som hindrar det talade språket. Detta är vanligen vad som åsyftas när den strikt sett mindre specifika, men mer vanliga förkortningen av termen tankestörningar används.
Man skiljer mellan formella tankestörningar, som till exempel att bilda neologismer som är oförståeliga för andra, eller att tankeförmågan stannar av (tankestopp), och innehållsstörningar, som inkluderar vanföreställningar, paranoida tankar och liknande, om sina egna tankar.

## Några typer av tankestörningar
Vid schizofreni förekommer ofta olika typer av tankestörningar. Tankedetraktion är en form av innehållsstörning med vanföreställningar, som innebär att den drabbade tror att de egna tankarna blivit borttagna ur huvudet till exempel av en utomjordisk makt eller av någon människa. Vid tankepåsättning tror personen att den får sina tankar på ett lika bisarrt sätt, att till exempel en utomstående kraft eller en myndighet placerar tankarna i huvudet med datachips. Om personen har tankeeko eller tankeutbredning tror personen att den själv och någon annan tänker samma saker samtidigt. Detta är i samtliga fall varianter av vanföreställningar om den egna tankeförmågan, och handlar om personens uppfattning om sina jagfunktioner.
Formella tankestörningar är till exempel tankestopp, att tankeförmågan plötsligt och tillfälligt upphör (personen blir tom i huvudet), och tankeflykt, att personen inte förmår hålla kvar tankarna.

## Diagnostiska problem
Termen tankestörning har kritiserats för att vara grundat på cirkulära eller osammanhängande definitioner. Till exempel så märker man tankestörningar genom att observera oordnat tal, men oordnat tal antas bero på tankestörningar. Samtidigt är definitionen av 'Inkoherens' (ordsallad) att talet är inkoherent.
Dessutom är det så att även om tankestörningar vanligen associeras med psykos, så uppträder snarlika fenomen vid olika störningar, vilket förmodligen kan leda till feldiagnosticeringar. Det har påståtts att personer med autismspektrumtillstånd (AST) visar på språkstörningar av samma typ som de som finns vid schizofreni. En studie från 2008 fann att barn och unga vuxna med AST visade signifikant högre grad av ologiskt tänkande och lösa associationer än kontrollgruppen. Det ologiska tänkandet var relaterat till kognitiva funktioner och exekutiv kontroll; de lösa associationerna var relaterade till kommunikationssymtom och till stress och ångest, uppgett av föräldrarna.